# Olympische Geschichte der Slowakei
| Gelbes Symbol für Goldmedaillen mit stilisierten Olympischen Ringen | Graues Symbol für Silbermedaillen mit stilisierten Olympischen Ringen | Braundes Symbol für Bronzemedaillen mit stilisierten Olympischen Ringen |
| ------------------------------------------------------------------- | --------------------------------------------------------------------- | ----------------------------------------------------------------------- |
| 13                                                                  | 16                                                                    | 9                                                                       |

Die Slowakei ist seit 1994 bei Olympischen Sommerspielen und Olympischen Winterspielen vertreten.
Das Nationale Olympische Komitee ist das Slovenský olympijský a športový výbor. Es wurde 1992 gegründet und im Folgejahr vom IOC anerkannt.
Vor 1994 nahmen Sportler aus der heutigen Slowakei unter der Flagge der Tschechoslowakei teil. Zu diesem Zeitabschnitt siehe den Artikel Olympische Geschichte der Tschechoslowakei.
Die Slowakei trug bis dato (Stand: 2018) keine Olympischen Spiele als Gastgeber aus.

## Allgemeines
Die Slowakei nahm erstmals bei den Olympischen Winterspielen 1994 mit einer Delegation von 42 Sportlern teil. Gleich bei der ersten Teilnahme an Olympischen Sommerspielen 1996 wurden drei Medaillen errungen.
Die bis dato größte Delegation wurde bei den Olympischen Sommerspielen 2000 mit 112 Sportlern entsendet.

## Übersicht der Teilnahmen

### Sommerspiele
| Jahr   | Athleten | Flaggenträger       | Medaillen | Medaillen | Medaillen | Medaillen | Medaillen |
| Jahr   | Athleten | Flaggenträger       |           |           |           | Gesamt    | Rang      |
| ------ | -------- | ------------------- | --------- | --------- | --------- | --------- | --------- |
| 1996   | 71       | Jozef Lohyňa        | 1         | 1         | 1         | 3         | 43        |
| 2000   | 112      | Slavomír Kňazovický | 1         | 3         | 1         | 5         | 39        |
| 2004   | 64       | Michal Martikán     | 2         | 2         | 2         | 6         | 29        |
| 2008   | 58       | Elena Kaliská       | 3         | 3         | 0         | 6         | 25        |
| 2012   | 47       | Jozef Gönci         | 0         | 1         | 3         | 4         | 59        |
| 2016   | 51       | Danka Barteková     | 2         | 2         | 0         | 4         | 37        |
| Gesamt | 403      | 6 Teilnahmen        | 9         | 12        | 7         | 28        | 53        |

### Winterspiele
| Jahr   | Athleten | Flaggenträger                    | Medaillen | Medaillen | Medaillen | Medaillen | Medaillen |
| Jahr   | Athleten | Flaggenträger                    |           |           |           | Gesamt    | Rang      |
| ------ | -------- | -------------------------------- | --------- | --------- | --------- | --------- | --------- |
| 1994   | 42       | Peter Šťastný                    | –         | –         | –         | –         | –         |
| 1998   | 39       | Ivan Bátory                      | –         | –         | –         | –         | –         |
| 2002   | 49       | Róbert Petrovický                | –         | –         | –         | –         | –         |
| 2006   | 58       | Walter Marx                      | 0         | 1         | 0         | 1         | 21        |
| 2010   | 73       | Žigmund Pálffy                   | 1         | 1         | 1         | 3         | 17        |
| 2014   | 63       | Zdeno Chára                      | 1         | 0         | 0         | 1         | 21        |
| 2018   | 56       | Veronika Velez-Zuzulová          | 1         | 2         | 0         | 3         | 17        |
| 2022   | 50       | Katarína Šimoňáková Marek Hrivík | 1         | 0         | 1         | 2         | 21        |
| Gesamt | 430      | 8 Teilnahmen                     | 4         | 4         | 2         | 10        | 28        |

### Jugend-Sommerspiele
| Jahr   | Athleten | Flaggenträger      | Medaillen | Medaillen | Medaillen | Medaillen | Medaillen |
| Jahr   | Athleten | Flaggenträger      |           |           |           | Gesamt    | Rang      |
| ------ | -------- | ------------------ | --------- | --------- | --------- | --------- | --------- |
| 2010   | 17       | Arpad Szakacs      | 0         | 2         | 3         | 5         | 63        |
| 2014   | 38       | Jakub Grigar       | 0         | 2         | 1         | 3         | 58        |
| 2018   | 33       | Jessica Triebeľová |           |           |           |           |           |
| Gesamt | 88       | 3 Teilnahmen       | 0         | 4         | 4         | 8         | 74        |

### Jugend-Winterspiele
| Jahr   | Athleten | Flaggenträger     | Medaillen | Medaillen | Medaillen | Medaillen | Medaillen |
| Jahr   | Athleten | Flaggenträger     |           |           |           | Gesamt    | Rang      |
| ------ | -------- | ----------------- | --------- | --------- | --------- | --------- | --------- |
| 2012   | 30       | Andrej Segeč      | 1         | 0         | 0         | 1         | 19        |
| 2016   | 33       | Sebastian Čederle | 0         | 1         | 0         | 1         | 24        |
| 2020   | 49       | Matúš Černek      | 0         | 1         | 1         | 2         | 25        |
| Gesamt | 112      | 3 Teilnahmen      | 1         | 2         | 1         | 4         | 20        |